# Соловьёв, Леонид Васильевич
Леонид Васильевич Соловьёв (6 (19) августа 1906, Триполи, Османская Империя — 9 апреля 1962, Ленинград) — советский писатель, сценарист, известный как автор дилогии о Ходже Насреддине.

## Биография

### Происхождение
Леонид Соловьёв родился 6 (19) августа 1906 в городе Триполи (Ливан) в семье помощника инспектора северосирийских школ Императорского православного палестинского общества. В 1909 году семья вернулась в Россию, родители преподавали в школах Самарской губернии. В детстве Леонид очень любил читать, любимыми его авторами были Джек Лондон и Редьярд Киплинг.
В 1921 году семья, спасаясь от голода в Поволжье, переселилась в Коканд. В 1922 году юноша окончил школу, проучился два курса в механическом техникуме, некоторое время работал железнодорожным ремонтником.

### Начало творчества (1923—1940)
После окончания учёбы Леонид Соловьёв много ездил по Туркестану, собирал и глубоко изучал среднеазиатский фольклор. В Канибадаме женился на Елизавете Беляевой, но вскоре их брак распался. В 1923 году начал печататься в газете «Туркестанская правда» (с 1924 года — «Правда Востока»). В 1925—1929 годах преподавал в ФЗУ в Коканде, затем до 1930 года работал специальным корреспондентом «Правды Востока».
Дебютным рассказом Соловьёва можно считать рассказ «На Сыр-Дарьинском берегу» который получил вторую премию журнала «Мир приключений» (перед этим рассказ отвергли в Ташкенте). Затем последовал рассказ «Месть Шашибушана», опубликованным в журнале «Всемирный следопыт» в № 9 за 1929 год. Рассказ посвящен антиколониальной борьбе народов Индии.
Поверив в свой литературный талант, Соловьёв приехал в Москву (1930 год) и поступил на литературно-сценарный факультет Института кинематографии, который окончил в 1932 году. В Москве он женился во второй раз — на Тамаре Седых, брак также оказался неудачным и распался после ареста Соловьёва. Детей от обеих жён у писателя не было. В годы учёбы опубликовал несколько рассказов, в основном в журналах.

Сборник Л. В. Соловьёва «Ленин в творчестве народов Востока» (1930)

В 1930 году Л. В. Соловьёв издал книгу «Ленин в творчестве народов Востока» — сборник песен о В. И. Ленине, которые значились как переводы узбекских, таджикских и киргизских народных песен и сказаний. Как утверждают в своих воспоминаниях Е. С. Калмановский и В. С. Виткович, эти песни сочинил сам Л. Соловьёв. Тем не менее экспедиция ташкентского Института языка и литературы в 1933 году подтвердила фольклорный источник песен, были представлены якобы оригинальные тексты нескольких песен на узбекском и таджикском.
B 1932 году вышла в свет первая книга Л. В. Соловьёва — повесть «Кочевье» — о жизни кочевников в годы революции, а два года спустя — сборник повестей и рассказов «Поход „Победителя“». В 1935 году по сценарию Л. В. Соловьёва был снят фильм «Конец полустанка» (Межрабпомфильм).

### «Возмутитель спокойствия» (1940)
В 1940 году Л. В. Соловьёв опубликовал роман «Возмутитель спокойствия», первую книгу наиболее значительного своего произведения — «Повести о Ходже Насреддине». Книга, вышедшая в канун войны в «Роман-газете», сразу получила необыкновенную популярность за незаурядное литературное мастерство, умное, доброе и жизнерадостное остроумие. Её экранизация («Насреддин в Бухаре») состоялась в военном 1943 году, когда фильмы снимались в основном на боевую или патриотическую тематику. Книга многократно переиздавалась, причём одно переиздание произошло даже после ареста автора по политической статье (1946). Опубликована в переводе на французский, голландский, датский, иврит и другие языки.
В соавторстве с В. С. Витковичем им написаны сценарии кинофильмов «Насреддин в Бухаре» (1943) и «Похождения Насреддина» (1946).
Во время Великой Отечественной войны Соловьёв был военным корреспондентом газеты «Красный флот» на Чёрном море. Фронтовые рассказы и очерки писателя вошли в сборники «Большой экзамен» (1943) и «Севастопольский камень» (1944). По повести «Иван Никулин — русский матрос» (1943) им был создан киносценарий одноимённого кинофильма (1944). История, рассказанная Соловьёвым в очерке «Севастопольский камень» (опубликованном в газете «Красный флот», 1943 год), легла в основу одной из популярнейших военных песен «Заветный камень».

### Арест и заключение (1946—1954)
В сентябре 1946 года Соловьёва арестовали по обвинению в «подготовке террористического акта» и десять месяцев держали в предварительном заключении. В качестве основания для ареста следствие предъявило показания ранее арестованной в 1944 году «антисоветской группы писателей» — Сергея Бондарина, Семёна (Авраама) Гехта и Леонида Улина, которые признали наличие у знакомого им Л. В. Соловьёва «террористических настроений» против Сталина. В деле содержатся примеры антисоветских высказываний писателя: колхозы себя не оправдали, литература деградирует, произошёл застой творческой мысли.
Приговор Особого совещания МВД от 9 июня 1947 года гласил: «За антисоветскую агитацию и террористические высказывания заключить в исправительно-трудовой лагерь сроком на десять лет». Позднее Юрий Нагибин вспоминал об этом времени: «Огромный, добрый, наивный, вечно воодушевлённый Леонид Соловьёв угодил в лагерь…».
Отправили писателя в Дубравлаг (Мордовия), где в виде исключения ему разрешили в свободное от работы время заниматься литературным творчеством. Родителям и сестре Зинаиде он писал в мае 1948 года, что присылать ему ничего не надо, кроме бумаги: «Я должен быть дервишем — ничего лишнего… Вот куда, оказывается, надо мне спасаться, чтобы хорошо работать — в лагерь!.. Никаких соблазнов, и жизнь, располагающая к мудрости. Сам иногда улыбаюсь этому». Повесть «Очарованный принц», вторая часть «Повести о Ходже Насреддине», была написана в лагере, на основе сценария к фильму «Похождения Насреддина», и закончена к концу 1950 года. «Очарованный принц» сильно отличается от первой книги, он написан в ином — философском, сдержанно-грустном стиле.
После смерти Сталина (1953 год) родственники через председателя правления Союза писателей СССР, депутата Верховного совета СССР А. А. Фадеева ходатайствовали о смягчении участи Соловьёва. Вышел он на свободу по амнистии в июне 1954 года, проведя в лагерях восемь лет. Юрий Олеша в своём дневнике вспоминал о встрече с Соловьёвым:

Встретил вернувшегося из ссылки Леонида Соловьёва («Возмутитель спокойствия»). Высокий, старый, потерял зубы. Узнал меня сразу, безоговорочно. Прилично одет. Это, говорит, купил ему человек, который ему обязан. Повёл в универмаг и купил. О жизни там говорит, что ему не было плохо — не потому, что он был поставлен в какие-нибудь особые условия, а потому, что внутри, как он говорит, он не был в ссылке. «Я принял это как возмездие за преступление, которое я совершил против одной женщины» — моей первой, как он выразился, «настоящей», жены. «Теперь я верю, я что-то получу».

«Преступление против женщины», о котором говорил Соловьёв, он сам затронул в своих показаниях на следствии 1946 года: «Я разошёлся с женой из-за своего пьянства и измен, и остался один. Я очень любил жену, и разрыв с ней был для меня катастрофой».

### Последние годы (1954—1962)
Поселился он в Ленинграде. В 1955 году Соловьёв в третий раз женился, его супругой стала ленинградская учительница Мария Кудымовская. Друзья помогли ему опубликовать в «Лениздате» всю дилогию «Повесть о Ходже Насреддине» (обе книги, 1956 год). Книга имела огромный успех. На «Ленфильме» писатель подрабатывал написанием и доработкой сценариев.
Место, занимаемое Соловьёвым в русской литературе, он обеспечил себе, написав книгу о полулегендарном народном мудреце, жившем в XIII столетии; основу этой книги и составляют около 300 забавных происшествий из жизни Ходжи Насреддина, дошедших до нашего времени. Образ Насреддина в книге Соловьёва сохранил традиционную смесь плутовства и благородства, направленного на защиту угнетённых, мудрости и любви к приключениям; причём во второй части книги сильно ослаблена фантастически-развлекательная сторона. В свободно обработанных автором эпизодах из жизни Насреддина сохранён стиль, присущий восточной литературе с её образностью и эффектной выразительностью.
Продолжая работать в области кинематографии, Соловьёв написал, в частности, сценарий кинофильма «Шинель» (1959) по одноимённой повести Н. В. Гоголя. В 1961 году впервые появились в печати части нового произведения Л. В. Соловьёва «Книга юности» (отдельным изданием вышли посмертно, в 1963 году, под названием «Из „Книги юности“»).
Писатель скончался 9 апреля 1962 года в Ленинграде. Похоронен на Красненьком кладбище, дорожка «Нарвская».
К столетнему юбилею писателя (2006 год) был снят документальный фильм «Возмутитель спокойствия. Леонид Соловьёв» (сценарист Б. Т. Добродеев, режиссёр И. И. Твердовский, закадровый текст читает Сергей Юрский).

## Награды
- Орден Отечественной войны I степени (5 ноября 1943 года)
- Медаль «За оборону Севастополя»

## Творчество
- Ленин в творчестве народов Востока (1930). Дата обращения: 27 января 2015.
- Кочевье (1932)
- Поход «Победителя» (1934)
- Грустные и весёлые события в жизни Михаила Озерова (1938) (первоначальное название «Высокое давление»).
- Возмутитель спокойствия (1940)
- Большой экзамен (1943)
- Иван Никулин — русский матрос (1943)
- Севастопольский камень (1944)
- Очарованный принц (1954; полностью опубл. 1966)
- Севастопольский камень (1959)
- Из «Книги юности» (1963)

## Киносценарии
- Конец полустанка (1935, совм. с В. Фёдоровым)
- Насреддин в Бухаре (1943, по роману «Возмутитель спокойствия») (совм. с В. Витковичем)
- Похождения Насреддина (1944, совм. с В. Витковичем)
- Я — черноморец (1944)
- Иван Никулин — русский матрос (по одноименной повести) (1944)
- Люди голубых рек (1959, в соавторстве)
- Шинель (по повести Н. Гоголя) (1959)
- Анафема (по мотивам одноимённого рассказа А. Куприна) (1960)